# نی آلتونای
نیج آلتونینا (به هلندی: Nij Altoenae) یک منطقهٔ مسکونی در هلند است که در هت‌بیلت واقع شده‌است. نیج آلتونینا ۳۰۰ نفر جمعیت دارد.